# سيسنا أي-37 دراغونفلاي
سيسنا أي-37 دراغونفلاي (اليعسوب) كما سميت سوبر تويت هي طائرة مقاتلة من شركة سيسنا  الأمريكيه هجومية خفيفة طورت على أساس تي-37 تويت طائرة التدريب التي بنيت في ستينيات وسبعينيات القرن العشرين. استعملت خلال حرب فيتنام وبقيت في خدمة السلم بعد ذلك.

## المشغلون

### حاليون
- سلاح الجو الكولومبي يستخدم 7 طائرات ما تزال في الخدمة اعتبارا من كانون الأول / ديسمبر 2016.[3] تم تعديل للقيام GBU-12 Paveway II LGBs.[4]

- سلاح الجو السلفادوري تستخدم 15 طائرة في الخدمة اعتبارا من كانون الأول / ديسمبر 2016.[5]

- سلاح الجو الغواتيمالي يستخدم 3 طائرات ما تزال في الخدمة اعتبارا من كانون الأول / ديسمبر 2016.[6]

- سلاح الجو الهندوراسي تستخدم 9 طائرات ما تزال في الخدمة اعتبارا من كانون الأول / ديسمبر 2016.

- سلاح الجو البيروفي يستخدم 24 طائرة ما تزال في الخدمة اعتبارا من كانون الأول / ديسمبر 2016.[7] وقد حصلت مؤخرا على ثماني طائرات 37Bs تبرعت بها كوريا الجنوبية.[8]

- سلاح الجو الأوروغواني تستخدم 12 طائرة في الخدمة اعتبارا من كانون الأول / ديسمبر 2016.[9]

### سابقون
- اسلاح الجو التشيلي استخدم 44 طائرة.[10]

- سلاح الجو الدومينيكية [11]

- سلاح الجو الإكوادوري استخدم 28 طائرة استبدلها اامبراير EMB 314 سوبر توكانو.

- سلاح جو كوريا الجنوبية استخدمت 37 طائرة استعيض عنها بالتي 50 النسر الذهبي.

- سلاح الجو الملكي التايلاندي استخدم 16 طائرة.[12]

- القوات الجوية للولايات المتحدة

شيلي
- أ-37B سيت 629 هو على العرض في شيلي الوطني متحف الطيران في سانتياغو.[13]

كولومبيا
- أ-37B FAC-2171 (71-0370) هو على عرضها في قلب مدينة برشلونة كولومبيا في بوغوتا ، كولومبيا[14]

تايلاند
- أ-37B على عرضها في الملكية التايلاندية متحف القوات الجوية في سوفارنابومي الدوليفي بانكوك.[15]

نيوزيلندا
- أ-37B على عرضها في الكلاسيكية منشورات المتحف في جبل Maunganui; واحد من اثنين تم استعادة حالة الطيران [16]

بولندا
- أ-37B على عرضها في البولندية متحف الطيران في كراكوف التي تبرع بها الناس فيتنام سلاح الجو في عام 1978 مع 2 F-5 (1 F-5A و 1 F-5E) الطيران مشاريع إعادة الهندسة.[17]

الولايات المتحدة
- YA-37A, AF Ser رقم 62-5951 هو على عرضها في المتحف الوطني في القوات الجوية للولايات المتحدة في رايت باترسون قاعدة للقوات الجوية في دايتون بولاية أوهايو. هذه الطائرة واحدة من اثنين يات 37Ds كان المتقاعدين إلى المتحف في كانون الأول / ديسمبر 1964. في آب / أغسطس عام 1966 وأشير إلى أن الخدمة الفعلية عن الاختبار النهائي من 37 التصميم. وكانت الطائرة المتقاعدين إلى المتحف للمرة الثانية في تموز / يوليه 1970 كما YA-37A.[18]
- أ-37B ، AF Ser. رقم 67-14790 هو على عرضها في Lackland ثابت طائرة عرض في Lackland قاعدة القوات الجوية في سان أنطونيو ، تكساس[19]

فيتنام
- أ-37B ، AF Ser. رقم 67-14529 هو على عرضها في فيتنام الناس متحف القوات الجوية، هانوي[20]

## المواصفات (أ-37B اليعسوب)
البيانات من The Encyclopedia of Modern Warplanes and What-When-How[تحقق من المصدر]
الخصائص العامة
- الطاقم: 1-2
- الطول: 28 ft 3.4 in (8.62 m)
- باع الجناح: 35 ft 10.3 in (10.93 m (including tip tanks))
- الارتفاع: 8 ft 10.3 in (2.70 m)
- مساحة الجناح : 183.9 ft² (17.09 m²)
- الوزن فارغة: 6,211 lb (2,817 kg)
- الوزن محملة: 11,994 lb (5,440 kg)
- وزن الإقلاع الأقصى: 14,000 lb (6,350 kg)
- محرك الطائرة: 2 × General Electric J85-GE-17A محرك نفاث عنفي, 2,850 lbf (12.7 kN) الواحد

الأداء
- السرعة القصوى: 507 mph (440 kn, 816 km/h) at 16,000 ft
- سرعة العبور: 489 mph (425 kn, 787 km/h) at 25,000 ft
- سرعة انهيار: 113 mph (98 kn, 182 km/h)
- مدى (طائرة): 920 mi (800 nmi, 1,480 km)
- المدى القتالي: 460 mi (400 nmi, 740 km) with 4,100 lb warload
- سقف الخدمة: 41,765 ft (12,730 m)
- معدل الصعود: 6,990 ft/min (35.5 m/s)
- حمولة الجناح: 65 lb/ft² (318 kg/m²)
- دفع/وزن: 0.47

التسليح

- نقطة تعليقs: 8 under-wing with a capacity of 1,230 kg
- Gun pods: SUU-11/A (1× 7.62 mm مينيغون minigun per pod), GPU-2/A (1× 20 mm M197 cannon per pod), 30 mm DEFA cannon
- صواريخ: four pods, each with seven 70 mm/2.75-inch rockets (Mk 4/Mk 40 FFAR rockets in a LAU-32/A, LAU-59, or LAU-68 launcher) or (Mk 66/WAFAR rockets in a LAU-131 launcher)
- صواريخ: إيه آي إم-9 سايدويندر
- قنابل: 500 lb (241 kg) قنبلة مارك 82 (×8), SUU-14 bomblet dispenser
- Other: نابالم tanks, SUU-25/A Flare Dispenser

## وصلات خارجية
- أساطير فيتنام: سوبر تويت